# Ukrainische Badmintonmeisterschaft 2019
Die Ukrainische Badmintonmeisterschaft 2019 fand vom 4. bis zum 7. November 2019 in Dnipro statt.

## Medaillengewinner
| Disziplin    | Gold                                    | Silber                                | Bronze                              |
| ------------ | --------------------------------------- | ------------------------------------- | ----------------------------------- |
| Herreneinzel | Artem Pochtarev                         | Kyrylo Leonov                         | Danylo Bosniuk                      |
| Herreneinzel | Artem Pochtarev                         | Kyrylo Leonov                         | Sergej Don                          |
| Dameneinzel  | Mariya Ulitina                          | Natalya Voytsekh                      | Marina Ilinskaya                    |
| Dameneinzel  | Mariya Ulitina                          | Natalya Voytsekh                      | Anna Mihailova                      |
| Herrendoppel | Valeriy Atrashchenkov Artem Pochtarev   | Ivan Druzchenko Oleksandr Kolesnik    | Ivan Medynskiy Gennadiy Natarov     |
| Herrendoppel | Valeriy Atrashchenkov Artem Pochtarev   | Ivan Druzchenko Oleksandr Kolesnik    | Vladislav Buldenko Sergej Don       |
| Damendoppel  | Maryna Iljinska Yelyzaveta Zharka       | Anastasia Prozorova Walerija Rudakowa | Elena Prus Mariya Ulitina           |
| Damendoppel  | Maryna Iljinska Yelyzaveta Zharka       | Anastasia Prozorova Walerija Rudakowa | Olga Sutula Olga Mikhailenko        |
| Mixed        | Valeriy Atrashchenkov Yelyzaveta Zharka | Sergey Garist Natalya Voytsekh        | Gennadiy Natarov Olga Mikhailenko   |
| Mixed        | Valeriy Atrashchenkov Yelyzaveta Zharka | Sergey Garist Natalya Voytsekh        | Danylo Bosniuk Yevgeniya Paksyutova |